# Frans Wieringa
Frans Wieringa (* um 1940) ist ein niederländischer Jazzmusiker (Piano, Komposition).

## Leben und Wirken
Wieringa erhielt als Kind eine klassische Klavierausbildung. Fasziniert vom Jazz spielte er nach seinem Abschluss am Groninger Konservatorium ab 1957 in vielen Jazz-Combos. 1959 nahm er mehrere Stücke für Philips auf, die jedoch unveröffentlicht blieben. 1968 spielte er unter eigenem Namen das Album Jazz from Holland ein. Mit Eduard Ninck Block (Kornett, Flügelhorn).  Ruud Voordes (Bass) und Tom van Steenderen (Schlagzeug) nahm er neben eigenen Stücken Standards wie „But Not for Me“, „Rhythm-a-ning“, „Work Song“, „Out of Nowhere“ und „A Night in Tunisia“ auf. 1969 wirkte er bei zwei Alben von Ben Webster mit, die der Saxophonist bei seinem Aufenthalt in den Niederlanden einspielte, At Ease (Imperial) und Blow, Ben Blow! (Prestige). Zwischendurch unterrichtete er auch Musik und gab Schulkonzerte im Norden der Niederlande.
Ein weiteres eigenes Album entstand 1977, als Wieringa die LP Well Organized Music/The Eminent Swing Combination an der Orgel und am Synthesizer mit Edwin Corzilius (Bass) und Koos Joppe (Schlagzeug) aufnahm. In den frühen 1990er-Jahren war er Mitglied in The Dutch Jazz Trio (mit Daan Galliard, Bass, und Jos Hendriks, Schlagzeug) mit dem zwei Alben entstanden. Wieringa, der in späteren Jahren noch das Album  A Tribute to North Sea Jazz Festival (2001) vorlegte, war weiterhin als Musiker aktiv und tourte auch in Skandinavien, wo er 2006 bei Pori Jazz auftrat, Nordamerika, Australien und Japan.
2009 zog er sich eine schwere Legionellenerkrankung zu, die zu monatelangem Krankenhausaufenthalt führte und seine Gesundheit dauerhaft schädigte. Das bedeutete das Ende der regelmäßigen Tourneen. Gelegentlich kam es noch zu Auftritten, etwa 2013 mit dem  Saxophonisten Jenne Meinema.

## Diskographische Hinweise
- Ben Webster: At Ease (Imperial, 1969), mit Frans Wieringa, Gerard Holdgrefe, Tom van Steenderen
- Ben Webster: Blow Ben, Blow! (Delta, 1969), mit Frans Wieringa bzw. Kenny Drew senior, Niels-Henning Ørsted Pedersen, Makaya Ntshoko
- The Dutch Jazz Trio: What a Wonderful World (Favor, 1993)
- Louisa Phillips Meets The Dutch Jazz Trio (Favor, 1994)